# Лаврентьев, Сергей Николаевич (учёный)
Серге́й Никола́евич Лавре́нтьев (род. 19 апреля 1952, Уфа) — историк, ректор Башкирской академии государственной службы и управления при Главе Республики Башкортостан (2011—2015).

## Биография
Лаврентьев Сергей Николаевич родился 19 апреля 1952 года в Уфе.
В 1969—1970 годы работал слесарем Уфимского агрегатного конструкторского бюро «Молния», в 1970—1972 — служил в армии.
В 1977 году окончил Башкирский государственный университет (ныне Уфимский университет науки и технологий) по специальности «историк». Будучи секретарём комитета ВЛКСМ университета, много лет отдал движению ССО в качестве участника.
С 1977 года — ассистент кафедры Башкирского государственного университета (ныне Уфимский университет науки и технологий), с 1978 — аспирант Московского государственного университета. Окончив аспирантуру, в 1982—1992 годы преподавал в Башкирском государственном университете (ассистент кафедры философии, старший преподаватель кафедры научного коммунизма, доцент кафедры политологии), где избирался также секретарём комитета ВЛКСМ, секретарём парткома университета.
С 1992 года преподавал в Башкирской академии государственной службы и управления при Президенте Республики Башкортостан: декан факультета государственного управления, заведующий кафедрой политологии, с 1996 — первый проректор академии по научной работе. В 2008—2010 годах — государственный советник при Президенте Республики Башкортостан.
С 2011 года — ректор Башкирской академии государственной службы и управления при Президенте Республики Башкортостан, председатель учёного совета академии. 10 мая 2015 года по собственному желанию сложил полномочия ректора, возложив обязанности на экс-проректора по учебной и воспитательной работе, заведующую кафедрой гражданского права и процесса Гузель Колобову.
Член партии «Единая Россия» и председатель Консультативного совета общественных организаций Регионального отделения партии «Единая Россия».

## Научная деятельность
Основные направления исследований:
- политическая регионалистика,
- электоральные технологии,
- проблемы политической институализации новых элитных групп.

Является автором трёх монографий и около 100 научных публикаций.

## Награды и звания
- Грамота Президиума Верховного Совета БАССР
- Заслуженный деятель науки Республики Башкортостан
- Заслуженный работник Высшей школы Российской Федерации
- Медаль «За трудовую доблесть».